# Roodzwarte schildkopspinnendoder
De roodzwarte schildkopspinnendoder (Aporus unicolor) is een vliesvleugelig insect uit de familie van de spinnendoders (Pompilidae). De wetenschappelijke naam van de soort is voor het eerst geldig gepubliceerd in 1808 door Spinola.